# Amt Liedern-Werth
Das Amt Liedern-Werth war vom 1. April 1937 bis zum 31. Dezember 1974 eine Verwaltungseinheit und Gebietskörperschaft der kommunalen Selbstverwaltung im Altkreis Borken, Regierungsbezirk Münster.

## Geschichte
Gebildet wurde das Amt am 1. April 1937 durch Eingliederung der (Titular-) Stadt Werth in das Amt Liedern. Das Amt Liedern war im Jahr 1844 aus der Bürgermeisterei Liedern hervorgegangen und bestand aus den elf Gemeinden (vormals Landgemeinden) Barlo, Biemenhorst, Hemden, Herzebocholt, Holtwick, Liedern, Lowick, Mussum, Spork, Stenern und Suderwick. Die Titularstadt Werth hatte von 1844 bis zur Aufhebung der preußischen Einzelgemeindeämter im Jahre 1934 ein eigenes Amt Werth gebildet.
Durch das zweite Neugliederungsprogramm der Gemeindereform in Nordrhein-Westfalen (§§ 51 und 52 des Münster/Hamm-Gesetzes) teilte der Landtag Nordrhein-Westfalen die zwölf Gemeinden des Amts Liedern-Werth mit Wirkung vom 1. Januar 1975 auf die Städte Isselburg und Bocholt auf. Werth und Herzebocholt fielen dabei an Isselburg, der Rest an Bocholt. 1966, in der ersten Phase der Gebietsreform, hatte sich das Amt Liedern-Werth den Neugliederungsplänen widersetzt.
1939 zählte das Amt 10.430 Einwohner, 1950 12.887. Das überwiegend landwirtschaftlich geprägte, naturräumlich im Niederrheinischen Tiefland gelegene Verwaltungsgebiet des Amts erstreckte sich über 107,71 km². Mit den Gemeinden Suderwick, Spork, Hemden, Sternern und Barlo grenzte es an das Staatsgebiet der Niederlande, mit Suderwick und Herzebocholt an die Stadt Anholt, mit Herzebocholt, Werth und Mussum an den Regierungsbezirk Düsseldorf (Kreis Rees), mit Mussum und Biemenhorst an die Gemeinde Dingden, mit Biemenhorst an die Gemeinde Büngern, mit Stenern und Barlo an die Gemeinde Vardingholt. Biemenhorst, Mussum, Lowick, Holtwick, Hemden und Stenern umgaben den Stadtkreis Bocholt. Das Verwaltungsgebäude (Amtshaus) des Amtes Liedern-Werth lag an der Kaiser-Wilhelm-Straße in Bocholt. Rechtsgrundlage der öffentlichen Verwaltung des Amtsgebiets war zuletzt die Amtsordnung für das Land Nordrhein-Westfalen vom 10. März 1953. Die Verwaltung wurde vom Amtsdirektor geleitet. Den Vorsitz in der Amtsvertretung, dem gewählten Beschlussorgan des Amts, führte der Amtsbürgermeister. Als Wappen führte das Amt seit dem 17. Juli 1948 eine goldene Bockwindmühle über einem grünen Berg auf rotem Feld. Das Amtswappen erinnert an eine 1818 errichtete Mühle, die 1941 durch einen Sturm zerstört worden war, die „Sporker Bockwindmühle“. Vom 23. April 1949 bis zum 1. August 1963 stand ein Teil des Amtsgebiets, der Westen Suderwicks, unter der niederländischen Verwaltung der Gemeinde Dinxperlo (→ Niederländische Annexionspläne und Besetzung deutschen Staatsgebiets von 1949 bis 1963).